# كارل ليند (مصارع رياضي)
كارل ليند (بالفنلندية: Karl Lind)‏ هو مصارع رياضي فنلندي، ولد في 19 سبتمبر 1880 في بورفو في فنلندا، وتوفي في 16 فبراير 1957.

## وصلات خارجية
- كارل ليند على موقع أوليمبيديا (الإنجليزية)